# Palazzo Del Pezzo

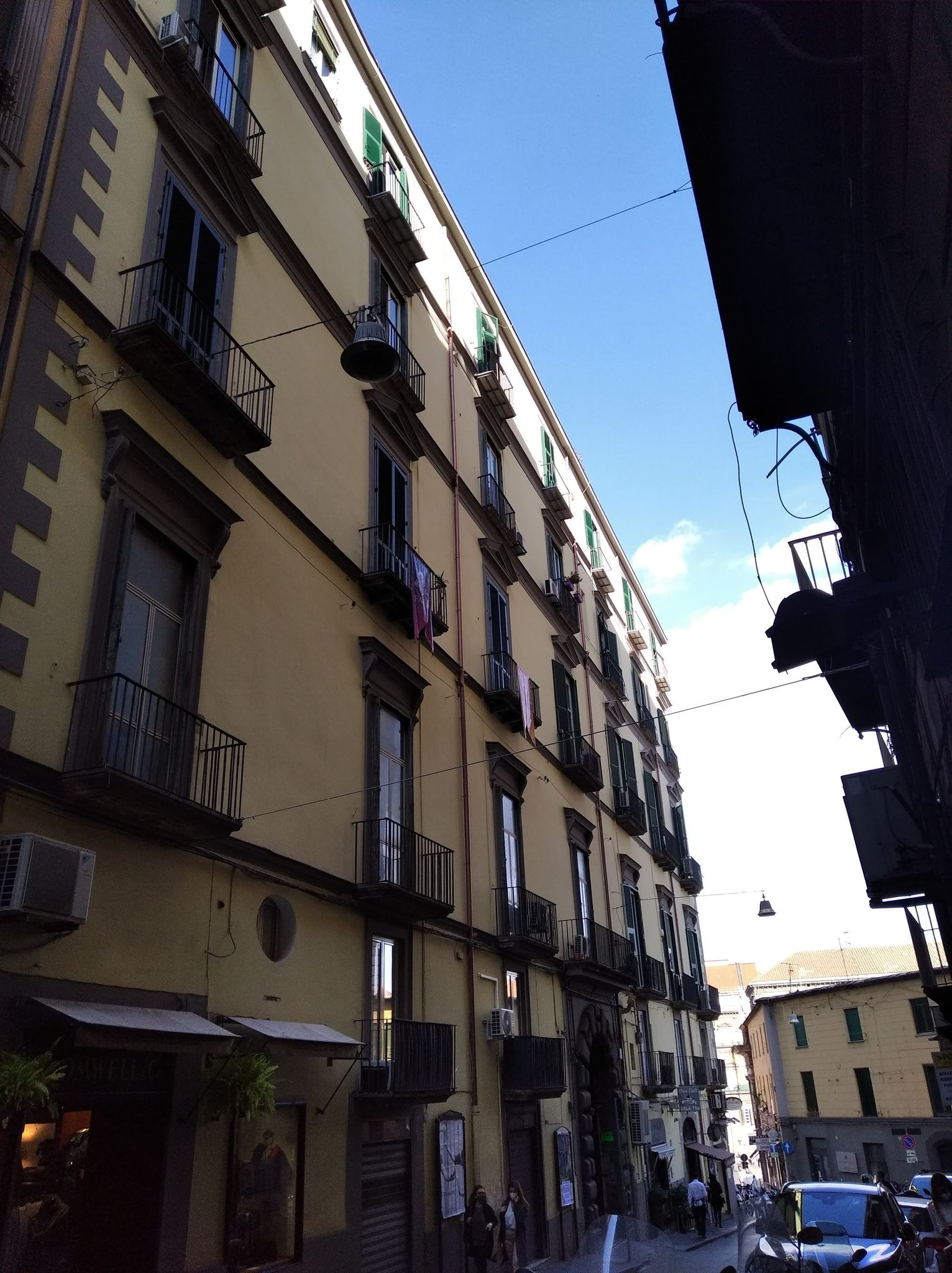
Palazzo Del Pezzo in Neapel, Fassade zur Via Gennaro Serra.

Der Palazzo Del Pezzo ist ein Palast aus dem 16. Jahrhundert im Viertel San Ferdinando in Neapel in der italienischen Region Kampanien. Er liegt in der Via Gennaro Serra, 75, hinter der Piazza del Plebiscito.

## Geschichte
Der Palast wurde vermutlich Ende des 16. Jahrhunderts errichtet, da die Stadtansicht von Alessandro Baratta aus dem Jahre 1629 bereits die heutige Via Gennaro Serra eng zwischen zwei Gebäudereihen zeigt. Die Volkszählung von Antonio Galluccio aus dem Jahre 1689 erwähnt das Grundstück, auf dem sich zwischen dem Kloster Della Solitaria und dem Kloster Santo Spirito der Palast erhebt. Der Katasterplan von 1815, den Joachim Murat anfertigen ließ, bezeichnet das Anwesen als „D’Avalos, duca di Celenza“ und kündigt auch den teilweisen Abriss an. Und tatsächlich wurde im Zuge der großen Stadtentwicklung, die zur Anlage der Piazza del Plebiscito führte, der südliche Anbau des Palastes abgetrennt, um die Öffnung der Piazzetta Carolina zu ermöglichen. Durch den „Königlichen Almanach des Königreiches beider Sizilien“ aus dem Jahre 1857 wissen wir, dass es vor der Einigung Italiens einen letzten Besitzwechsel in der Familie Del Pezzo gab. Pasquale del Pezzo (1809–1884), 6. Herzog von Caianello und Kammerherr von König Ferdinand II., kaufte vermutlich das Gebäude von der Familie D’Avalos, um seiner Familie eine Wohnstatt neben der des Königs zu verschaffen. Darüber hinaus legte dieser Herzog, ein kultivierter Mensch mit vielseitigen Interessen, in seiner Wohnung eine reiche Privatbibliothek an, die nach seinem Tod vom Notar ‚‚Campanile‘‘ aufgenommen wurde. Im Laufe des Zweiten Weltkrieges wurde der Palast von einem Bombardement getroffen, das Schäden verursachte, die glücklicherweise dank der Unterstützung von Donna Anna del Pezzo, Nichte des Herzogs und erste Architektin von Neapel, repariert werden konnten.

## Beschreibung
Heute zeigt sich der Palast in einem Kleid des 19. Jahrhunderts, aber einige architektonische Elemente verraten seine ältere Herkunft. Das Gebäude hat fünf Stockwerke und an der Fassade ist im vierten Stock ein Eckbalkon angebracht. In der Mitte des Erdgeschosses der Fassade zur Via Gennaro Serra sitzt das mächtige Portal aus Steinquadern aus dem 17. Jahrhundert. Durch den kleinen Empfangssalon mit einem Fresko des Familienwappens an der Gewölbedecke gelangt man in den Innenhof, an dessen rechter Wand sich eine schlanke, offene Treppe aus dem 18. Jahrhundert mit zwei Bögen pro Stockwerk befindet.
Heute ist der Palast ein leidlich gepflegtes Mietshaus, in dem teilweise noch die Nachfahren der namensgebenden Familie wohnen.

## Bildergalerie

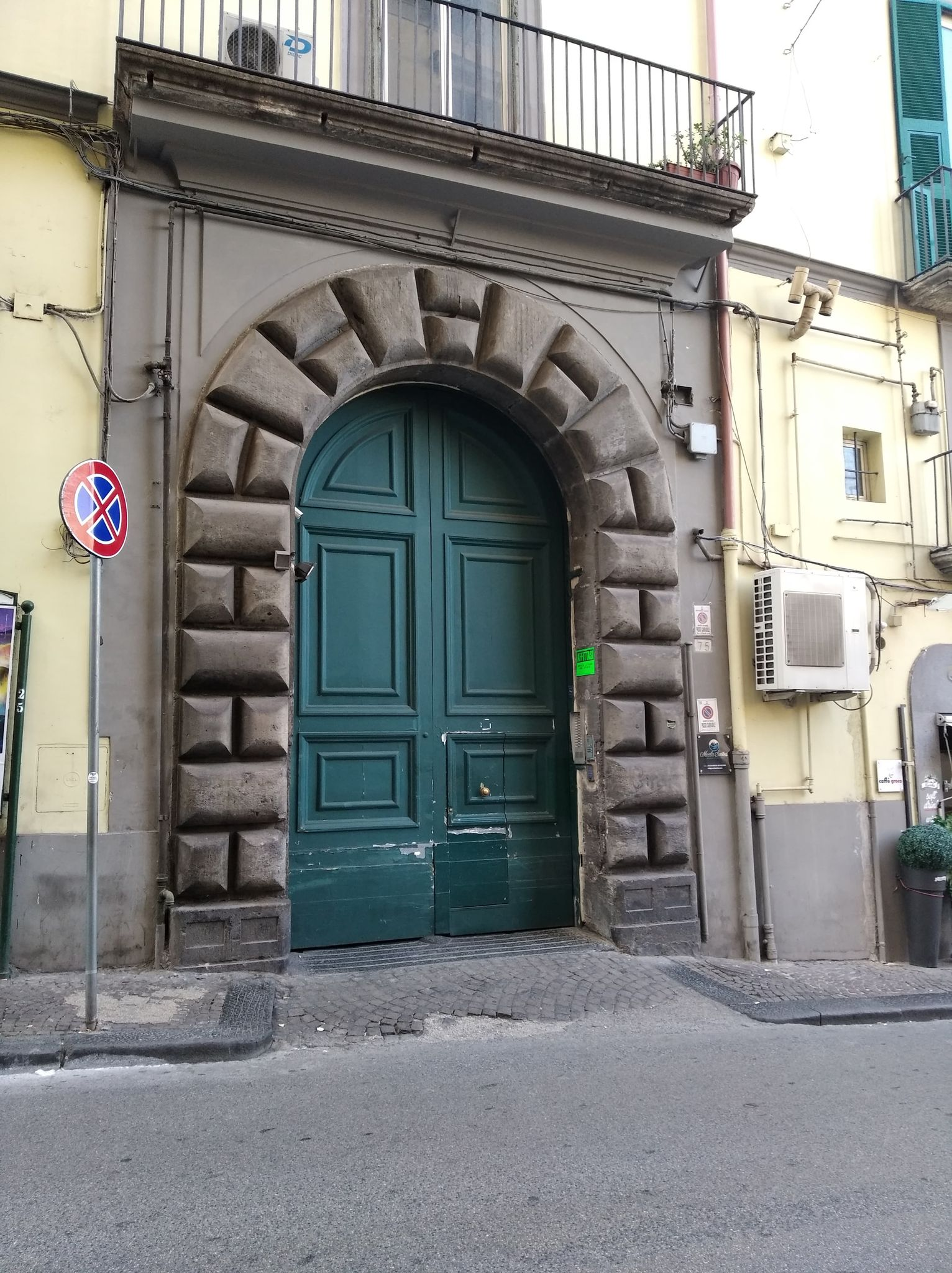
Portal